# Orthomus bedelianus
Orthomus (Nesorthomus) bedelianus – gatunek chrząszcza z rodziny biegaczowatych i podrodziny Pterostichinae.

## Taksonomia
Gatunek ten został opisany w 1915 roku przez V. N. Lutshnika jako Platysma bedeliana.

## Opis
Ciało o długości ponad 12 mm. Ubarwienie brązowawe do czarnego, niezbyt mocno błyszczące. Górna część tylnej ⅓ pokryw wysklepiona.

## Rozprzestrzenienie
Chrząszcz ten jest endemitem portugalskiej Madery.